# Preng Doçi

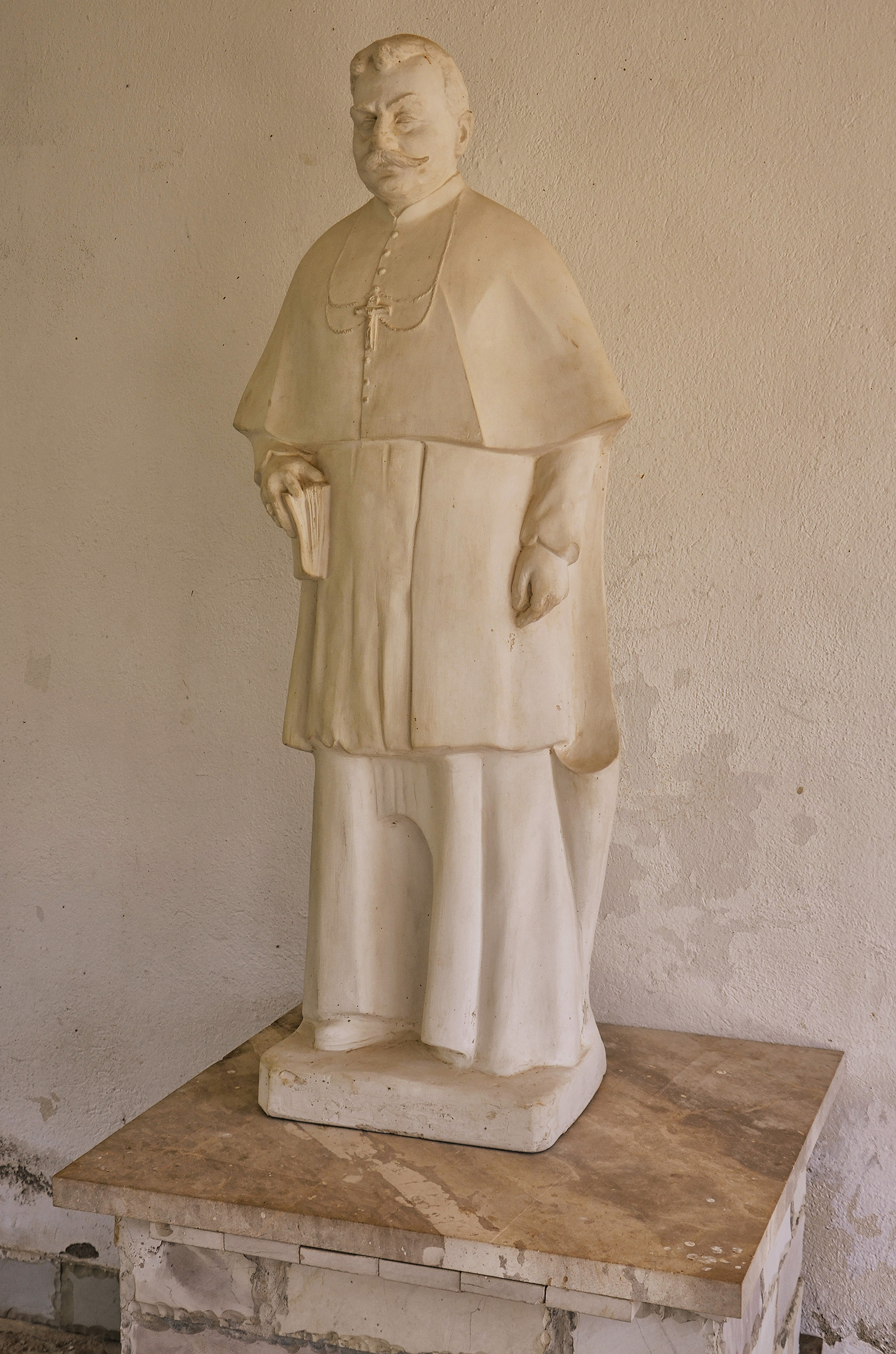
Szobra az oroshi apátsági templom portikuszában

Preng Doçi vagy olaszosan Primo Docci, születési nevén Pjetër Doçi (nevének ejtése pɾɛŋ dɔt͡ʃi; Bulger, 1846. február 25. – Shkodra, 1917. február 22.) albán ferences szerzetes, politikus, 1888-tól haláláig Mirdita apátja. Befolyásos észak-albániai főpapként az 1870-es évektől részt vett az albán függetlenségi küzdelmekben. Vezető szerepet vállalt fegyveres felkelések szervezésében (1877, 1910), a leendő Albánia államjogi kereteinek elméleti alapvetésében (1897), de a Bashkimi közművelődési egyesület vezetőjeként a modern albán ábécé kidolgozásához is hozzájárult.

## Életútja
A shkodrai Albán Főpapi Kollégium elvégzését követően a Propaganda Fide római kollégiumában tanult. Tanulmányai befejezése után, már ferences papként, 1871-ben hazatért albán földre, és szűkebb pátriája, a Mirdita-vidék falvaiban teljesített papi szolgálatot (Korthpula, Orosh és Kalivarja). Az 1876–1877-ben az oszmán fennhatóság ellen szerveződő mirdita felkelés egyik vezetőjeként az volt a feladata, hogy Cetinjébe utazva biztosítsa az albánok régi ellenségének számító Montenegró katonai és anyagi segítségét. Diplomáciai kísérlete sikerrel járt, a montenegrói vladika kilátásba helyezte segítségét. A felkelést azonban 1877 márciusában gyorsan és határozottan leverték az oszmán csapatok. Doçit elfogták és Konstantinápolyba hurcolták, majd száműzetésre ítélték.
A száműzött Doçi Rómába ment, ahol a Propaganda Fide egyik bíborosa, Giovanni Simeoni megbízásából 1877-től Új-Fundlandon végzett missziós tevékenységet. A mostoha éghajlatot nem tudta megszokni, így kérésére 1881 októberében az új-brunswicki Saint Johnba helyezték át. 1883 márciusában tért vissza Rómába, ahonnan hamarosan Indiába ment, ahol Antonio Agliardi bíboros, apostoli küldött mellett látta el a titkári teendőket. Mindeközben az oszmán hatóságokkal folyamatos levelezésben állt, száműzetése feloldását kérte, és végül a konstantinápolyi pátriárka közbenjárására 1888-ban hazatérhetett.
1888. december 29-én az oroshi Hegyi Szent Sándor-apátság apátjává szentelték fel. Csaknem három évtizeden át, haláláig volt a közvetlenül a Vatikán alá rendelt területi apátság első vezetője, Mirdita apátja. Az elkövetkező években oroshi apátként az észak-albániai politikai és egyházi közélet befolyásos alakja, a felekezeti megosztottságon felülemelkedő nemzeti egység hirdetője volt. Edith Durham beszámolója szerint Észak-Albánia legokosabb emberének tartották, és több napi járóföldet is megtettek az albánok azért, hogy vitás ügyeik rendezéséhez véleményét kikérjék. Az Osztrák–Magyar Monarchia diplomatái 1896-ban felvették a kapcsolatot Doçival, és tájékoztatták a külügyminisztérium új Albánia-politikájának körvonalairól, arról, hogy készek az albán autonómiatörekvéseket támogatni. A mirditai apát 1897. március 14-én nyújtotta át a Monarchia képviselőinek emlékiratát, amelyben ismertette elképzeléseit. Ebben elsősorban területileg elkülönülő, de konföderációban egyesülő albán fejedelemségek távlati vízióját vázolta fel, és az oszmán befolyástól leginkább mentes északalbán részeken egy felső-albániai katolikus fejedelemség létrehozásához kérte a nagyhatalom támogatását. A terv végül nem vált valóra.
1899-ben Shkodrában megalapította a Társaság az Albán Nyelv Egységéért, közismert nevén Bashkimi egyesületet. A hozzá csatlakozó shkodrai literátusokkal – Gjergj Fishtával, Ndoc Nikajjal és másokkal – együttműködve kidolgozták saját latin betűs albán ábécéjüket, a Bashkimi-ábécét, amely végül 1908-ban a manasztiri kongresszus döntése értelmében a modern albán ábécé alapja lett. Ugyancsak 1899-ben Oroshban megnyitotta Észak-Albánia egyik első albán tannyelvű iskoláját.
Ndoc Nikajjal Lidhja e Mshehët (’Titkos Liga’) néven 1909-ben titkos szervezetet hoztak létre, amely tevékenységével jelentősen hozzájárult az 1910-es albán felkelés megszervezéséhez.